# Heli
Heli (fl. I secolo a.C.) fu un re leggendario della Britannia, figlio del re Digueillo.
Regnò per quarant'anni ed ebbe tre figli: Lud, Cassivellauno e Nennio. I due più anziani furono re. Viene ricordato nella Historia Regum Britanniae di Goffredo di Monmouth. Heli è considerato analogo alla figura di Beli Mawr, e nelle versioni in gallese dell'opera di Monmouth il suo nome è reso con "Beli".